# Liste des Trésors nationaux du Japon (documents anciens)
Pour les articles homonymes, voir Liste des Trésors nationaux du Japon.

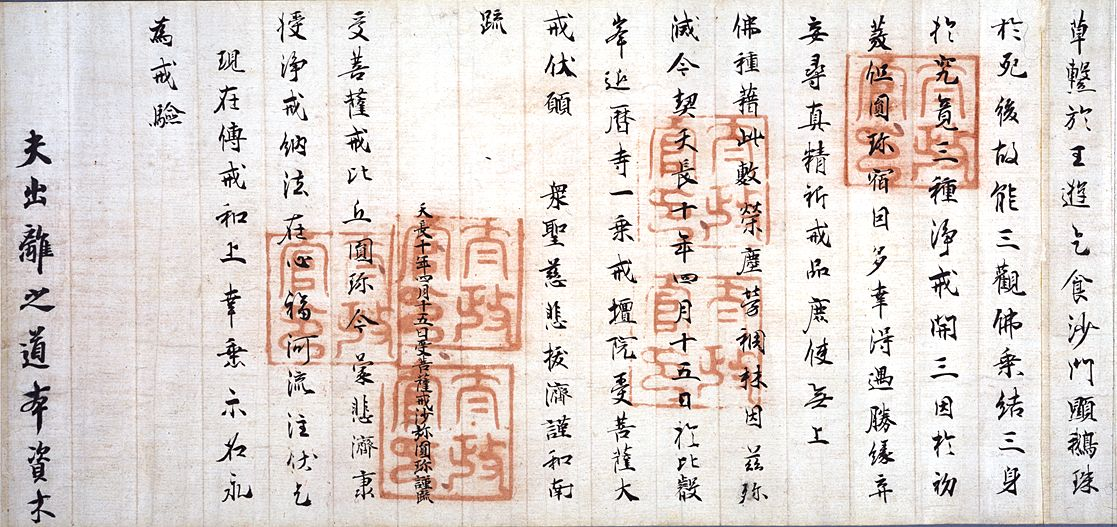
Partie du certificat d'ordination de Enchin de 833.

Le terme « trésor national » est utilisé au Japon depuis 1897 pour désigner les biens les plus précieux du patrimoine culturel du Japon, bien que la définition et les critères ont changé depuis. Les documents anciens référencés dans cette liste correspondent à la définition actuelle et ont été désignés « trésors nationaux » quand la loi pour la protection des biens culturels est entrée en vigueur le 9 juin 1951. Les pièces sont choisies par le ministère de l'Éducation, de la Culture, des Sports, des Sciences et de la Technologie sur le fondement de leur « valeur artistique ou historique particulièrement élevée, ». « Documents anciens » est une des treize catégories des trésors nationaux reconnus par l'agence. La liste présente soixante documents ou ensemble de documents de l'époque classique au début du Japon moderne, de la période Asuka à l'ère Meiji. Le nombre d'articles présentés est en réalité supérieur à soixante parce que, dans certains cas, des groupes de pièces liées entre elles sont réunis pour former une seule entrée. La liste contient des éléments de différents types tels que lettres, journaux intimes, des dossiers ou des catalogues, des certificats, des décrets impériaux des testaments et des cartes. Les documents présentent les anciens gouvernements du Japon ainsi que les débuts du bouddhisme et les premiers contacts du Japon avec la Chine, l'organisation de l’État et la vie à la cour impériale japonaise. Ils sont conservés dans quatorze villes japonaises, dans des temples bouddhistes (35), des musées (13), des bibliothèques ou des archives (5), des sanctuaires shinto (3), des universités (2) et des collections privées (2). La plupart des entrées de la liste (28) se trouvent à Kyoto. Les documents de cette liste ont été faits principalement au pinceau sur papier et, dans de nombreux cas, constituent d'importants exemples de calligraphie.
L'écriture a été matériellement introduite au Japon en provenance de Chine sous la forme d'objets gravés au début de l'ère chrétienne. Les exemples, dont un certain nombre sont répertoriés trésor nationaux archéologiques, comprennent des pièces du règne de Wang Mang (AD 8-25), un sceau en or du Ier siècle de l'île de Shikanoshima, l'épée de Tōdaijiyama du kofun de Tōdaijiyama de la fin du IIe siècle, l'épée à sept branches avec une inscription de l'an 369 et un grand nombre de miroirs en bronze, le plus ancien datant du IIIe siècle,,. Tous ces objets proviennent du continent, le plus probablement de Chine. Toutefois, les inscriptions dont ils sont porteurs peuvent ne pas avoir été reconnues comme écriture, mais plutôt avoir été prises pour des décorations par les Japonais. Plus tard, quand les Japonais fabriquent localement des copies des miroirs chinois originaux, ils continuent peut-être de croire que les inscriptions écrites sont simplement décoratives,.
Le concept d'écriture arrive au Japon à partir du royaume coréen de Baekje sous la forme de livres classiques chinois, probablement écrits sur papier et sur des rouleaux manuscrits (kansubon),. Cela se passe vraisemblablement au début du Ve siècle (vers 400) et certainement au cours du VIe siècle,. Selon la légende, l'érudit Wani introduit le système d'écriture chinois et le confucianisme au Japon. Les plus anciens textes d'origine japonaise qui montrent une compréhension claire de la notion d'écriture remontent au Ve siècle et sont, comme la plupart des textes antérieurs à 700, des inscriptions sur pierre ou sur métal.
Parmi les exemples, on compte trois trésors nationaux archéologiques : le miroir du sanctuaire Suda Hachiman du Ve siècle environ et qui est une piètre copie de l'original chinois, l'épée d'Inariyama de 471 ou de 531 et l'épée d'Eta Funayama (tumulus funéraire) du Ve siècle à peu près,. La transition abrupte d'un manque de familiarité avec l'écriture à la lecture et à l'écriture d'œuvres complexes dans une langue étrangère nécessite que les premiers textes japonais soient composés et lus par des personnes en provenance du continent, telles que Wani justement. Les inscriptions sur les deux épées montrent des tournures coréennes qui suggèrent que les lettrés coréens et leurs descendants sont impliqués dans les activités d'écriture au Japon. L'épée d'Inariyama est également le plus ancien exemple d'utilisation du man'yōgana, un système d'écriture qui emploie les sinogrammes pour représenter l'écriture japonaise. Peu de temps après l'introduction de l'écriture, les scribes sont nommés aux provinces pour « consigner les événements et signaler les conditions, ».
Alors que l'usage de l'écriture au Japon est limité aux Ve et VIe siècles, le nombre de documents écrits localement augmente au VIIe siècle, bien que la plupart d'entre eux sont perdus,. À la fin du VIIe siècle, l'augmentation de la dépendance culturelle vis-à-vis de la Chine amène la lecture et l'écriture, en particulier dans le cadre du gouvernement et de la religion, à devenir parties intégrantes de la vie japonaise. Deux facteurs principaux sont à l'origine de cette évolution : avec la réforme de Taika (645-649) d'abord puis le code Asuka Kiyomihara (689) et les recensements de 670 et 690, un État centralisé de style chinois se forme, ce qui créée le besoin un grand nombre de fonctionnaires alphabétisés et éduqués dans, entre autres, les textes confucéens au Daigakuryo (« université ») fondés sous l'empereur Tenchi. Le deuxième facteur est la popularité croissante du bouddhisme, introduit au Japon au milieu du VIe siècle et fortement encouragé par le prince Shōtoku (574-622). Le Sangyō gisho (« Commentaires annotés des trois sūtras »), traditionnellement attribué au prince Shōtoku, est le plus ancien texte japonais existant d'une quelconque longueur. Le bouddhisme requiert l'étude de sūtras écrits en chinois et l'État fonde un atelier de copie des sūtras (shakyōjo) avant 727,. Les plus anciens livres japonais sont deux chroniques, le Kojiki et le Nihon shoki, du début du VIIIe siècle. Tandis que l'orthographe phonogramme jouit d'une popularité croissante au cours du VIIIe siècle, elle n'est pas encore utilisée pour la prose plus développée. Les kanas modernes, notamment les hiraganas et les katakanas se développent durant l'époque de Heian.

## Statistiques
Presque la moitié des entrées de la liste se trouve à Kyoto.

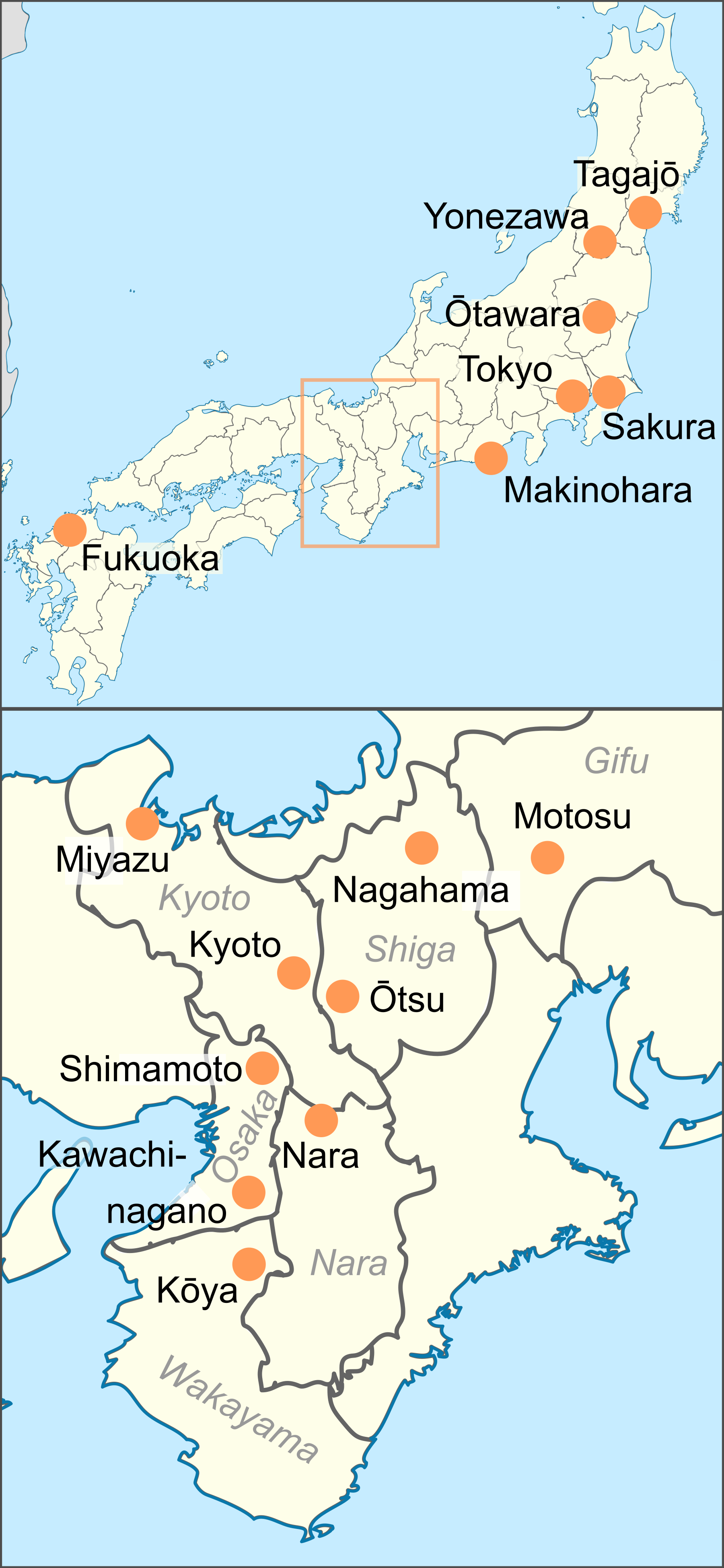
Carte montrant l'emplacement des documents enregistrés comme trésors nationaux au Japon.

| Préfecture             | Ville                | Trésors nationaux |
| ---------------------- | -------------------- | ----------------- |
| Préfecture de Chiba    | Sakura               | 2                 |
| Préfecture de Fukuoka  | Fukuoka              | 1                 |
| Préfecture de Gifu     | Motosu               | 1                 |
| Préfecture de Kyoto    | Kyoto                | 28                |
| Préfecture de Kyoto    | Miyazu               | 1                 |
| Préfecture de Nara     | Nara                 | 3                 |
| Préfecture d'Osaka     | Kawachinagano, Osaka | 1                 |
| Préfecture d'Osaka     | Shimamoto, Osaka     | 1                 |
| Préfecture de Shiga    | Ōtsu                 | 8                 |
| Préfecture de Shizuoka | Makinohara           | 1                 |
| Préfecture de Tochigi  | Ōtawara              | 1                 |
| Préfecture de Tokyo    | Tokyo                | 10                |
| Préfecture de Wakayama | Kōya, Wakayama       | 1                 |
| Préfecture de Yamagata | Yonezawa             | 1                 |

| Période.               | Trésors nationaux |
| ---------------------- | ----------------- |
| Période Asuka          | 1                 |
| Époque de Nara         | 7                 |
| Époque de Heian        | 32                |
| Dynastie Tang          | 1                 |
| Époque de Kamakura     | 16                |
| Dynastie Yuan          | 1                 |
| Époque Nanboku-chō     | 1                 |
| Époque Azuchi Momoyama | 1                 |

## Usage
Le tableau suivant donne un aperçu de ce qui est inclus dans la liste et comment sont classés les documents :
- Nom : le nom tel qu'il est enregistré dans la base de données des Propriétés Culturelles Nationales[3] ;
- Auteur : nom du ou des auteurs ;
- Contenu : information sur le type de document et son contenu ;
- Date : période et année. Le tri des entrées de la colonne se fait par année. Si une période seulement est connue, le tri se fait par l'année de début de cette période ;
- Format : principal type, technique et dimensions. Les entrées de colonne trient par type principal : rouleau (dont rouleaux portatifs et lettres), collection (jeux d'items) et autres (inclut les textiles, les rouleaux suspendus, les inscriptions sur pierre et des livres pliables [帖]) ;
- Emplacement actuel : « nom de bâtiment temple/musée/nom de sanctuaire, nom de ville, nom de préfecture »; le tri des entrées de la colonne se fait par « nom de préfecture, nom de ville » ;
- Image : image du document, ou du document caractéristique dans un groupe de documents.

## Trésors
(cette liste est complète au 2 juillet 2010)
| Nom | Auteurs                                                                                              | Contenu | Date                                                | Format | Emplacement actuel | Image |
| --- | --- | --- | --------------------------------------------------- | --- | --- | --- |
| Documents de la famille Shimazu (島津家文書, Shimazu-ke Monjo), | | Très importante collection de documents du clan Shimazu couvrant entre autres des questions de politique, de diplomatie, d'économie sociale et d'héritage | De l'époque de Heian à l'ère Meiji                  | Ensemble varié. Le nombre total de documents est de quinze mille cent trente-trois (huit cent quarante-huit rouleaux enroulés, sept cent cinquante-deux livres reliés, deux mille six cent vingt-neuf livres reliés à feuille double (袋とじ, fukuro-toji), deux rouleaux suspendus, quatre mille huit lettres sur feuille unique, cent soixante cartes en feuilles collées, deux cent sept cartes sur feuille unique) | Institut historiographique de l'université de Tokyo, Tokyo                                                               | Texte en caractères chinois qui est partiellement délavé. |
| Généalogie du clan Amabe (海部氏系図, Amabeshi keizu), | | Plus ancien arbre généalogique japonais existant | Époque de Heian                                     | Un rouleau enroulé, 25,7 × 228,5 cm | Collection privée, sanctuaire Kono, Miyazu, préfecture de Kyoto                                                          | Très peu de lignes verticales en caractères chinois sur papier vieilli jaune. |
| Lettre du vice-roi de l’Inde portugaise (ポルトガル国印度副王信書, Porutogaru kokuindo fukuō shinsho), | Duarte de Menezes                                                                                    | Lettre de Duarte de Menezes, vice-roi de l'Inde portugaise au daimyo Toyotomi Hideyoshi relative à l'élimination des chrétiens au Japon | Époque Azuchi Momoyama, avril 1588                  | Une lettre sur feuille unique, encre sur papier, 60,8 × 76,4 cm | Myōhō-in (妙法院), Kyoto                                                                                                 | Document manuscrit avec une large bordure ornementale sur le côté gauche / droite et de haut. Un sceau est fixé au fond du document par l'intermédiaire d'un cordon.             |
| 越中国官倉納穀交替記残巻 (Etchū kuni kansō nōkoku kōtaiki zankan), | | Registres agricoles des villages dans le district de Tonami (礪波郡) de la province d'Etchū. C'est une précieuse ressource pour l'étude d'une zone sous la législation ritsuryō du VIIIe siècle au Xe siècle.                                                                                                 | Époque de Nara et époque de Heian, 751-901          | Un rouleau enroulé | Ishiyama-dera, Ōtsu, préfecture de Shiga                                                                                 | |
| Documents relatifs au moine Enchin (円珍関係文書, Enchin kankei monjo), | Enchin et autres                                                                                     | Documents relatif au voyage d'Enchin en Chine (953-958) contenant des informations sur ses activités ainsi que sur les relations sino-japonaises au milieu du IXe siècle. Elles sont intéressantes aussi pour l'étude de la calligraphie.                                                                     | Époque de Heian et dynastie Tang, IXe et Xe siècles | Huit rouleaux enroulés, encre sur papier | Musée national de Tokyo, Tokyo                                                                                           | Texte en caractères chinois rugueux qui est partiellement délavé. |
| Décret impérial octroyant le rang ecclésiastique de hōin daikashō et le nom posthume Chishō Daishi à Enchin (円珍贈法印大和尚位並智証大師諡号勅書, Enchin zō hōin daikashō inarabini chishō daishi shigō chokusho), | Ono no Michikaze (transcription), Fujiwara Hirofumi (compositeur)                                    | Lettre de promotion d'Enchin, maître de Zōmyō, abbé de Enryaku-ji, trente-six ans après sa mort, à la plus haute dignité ecclésiastique : « grand maître du sceau du dharma » (Hōin Daikashō) et octroi du nom posthume hishō Daishi                                                                          | Époque de Heian, 27 décembre 927                    | Rouleau enroulé, encre sur papier décoratif, 28,7 × 156,9 cm | Musée national de Tokyo, Tokyo                                                                                           | Texte en caractères chinois gras avec des marques de timbre rouge sous une partie du texte.                                                                                      |
| Carte de Nukata-dera garan et son voisinage (額田寺伽藍並条里図, Nukata-dera garan narabini jōri-zu) | Carte de Nukata-dera garan et son voisinage (額田寺伽藍並条里図, Nukata-dera garan narabini jōri-zu) | Carte montrant un shōen ou manoir à l'époque de Nara. La région décrite fait environ 1,100 m (N/S) sur 700 m (E/O). | Époque de Nara, seconde moitié du VIIIe siècle      | Quatre toiles de lin qui, ensemble, forment une carte 2 x 2 de 113,7 × 72,5 cm | Musée national d'histoire japonaise, Sakura, préfecture de Chiba                                                         | Toile divisée en carrés avec des étiquettes. Une partie de la toile est manquante, laissant des trous dans le tissu.                                                             |
| Liste de noms d'initiés abhisheka (灌頂歴名, Kanjō rekimyō) ou Liste des individus admis aux mystères du bouddhisme Shingon,                                                                                        | Kūkai                                                                                                | Liste de personnes et de déités qui ont passé le rituel abhisheka à Takaosan-ji (高雄山寺) (maintenant Jingo-ji) en 812, présidé par Kūkai | Époque de Heian, 812                                | Rouleau enroulé, encre sur papier, 29,0 × 268,4 cm | Jingo-ji, Kyoto | Texte en caractères chinois écrits en notes au style très rugueux. |
| Registre officiel et inventaire pour Kanshin-ji (観心寺縁起資財帳, Kanshin-ji engi shizaichō) | | Document contenant la raison et les circonstances de la création du temple Kanshin-ji et une liste des biens du temple de cette époque | Époque de Heian, 15 septembre 883                   | Un rouleau enroulé | Kanshin-ji, Kawachinagano, préfecture d'Osaka                                                                            | Texte soigneusement écrit en caractères chinois sur du papier de couleur brun foncé avec des marques de timbres rouges et des lignes.                                            |
| Inventaire de Kanzeon-ji (観世音寺資財帳, Kanzeonji shizaichō) | | Inventaire de Kanzeon-ji | Époque de Heian, 1er octobre 905                    | Trois rouleaux enroulés, encre sur papier : 29,0 × 581,5 cm, 29,0 × 936,0 cm, 29,0 × 682,5 cm | Université des arts de Tokyo, Tokyo                                                                                      | Texte en caractères chinois sur du papier ligné avec des marques rouges de timbre.                                                                                               |
| Kameyama (亀山天皇宸翰禅林寺御起願文案, Kameyama-tennō shinkan zenrinji gokigan mon'an) | Empereur Kameyama                                                                                    | Document sur la fondation du temple Nanzen-ji, anciennement Zenrin-ji (禅林寺) | Époque de Kamakura, 5 mars 1299                     | Un rouleau enroulé | Nanzen-ji, Kyoto | |
| Visite de l'empereur cloîtré à Kumano (熊野御幸記, Kumano gokōki) | Fujiwara no Teika                                                                                    | Journal en chinois classique d'une visite avec l'empereur Go-Toba et Minamoto no Michichika à Kumano (熊野) | Époque de Kamakura, octobre 1201                    | Un rouleau enroulé, encre sur papier, 30,1 × 678,0 cm | Musée mémorial Mitsui, Tokyo                                                                                             | Texte en caractères chinois à la main comme des notes rapides. |
| Journal de l'ancien empereur Go-Uda (後宇多院宸記, Go-Uda-in shinki) | Empereur Go-Uda                                                                                      | Chronique dans l'almanach 具注暦 (Guchūreki) de la main de l'empereur | Époque de Kamakura, 1319                            | Un rouleau enroulé | Musée national d'histoire japonaise, Sakura, préfecture de Chiba                                                         | Texte en caractères chinois sur du papier ligné. Une partie du texte ou des annotations sont à l'encre rouge, tandis que la plupart est en noir.                                 |
| Testament avec les empreintes des mains de l'empereur Go-Uda (後宇多天皇宸翰御手印遺告, Go-Uda-tennō shinkan gotein yuigō),                                                                                         | Empereur Go-Uda                                                                                      | Testament de l'empereur Go-Uda avec empreintes des mains | Époque de Kamakura, 1308                            | Un rouleau enroulé, encre sur papier, 54,5 × 788,8 cm | Daikaku-ji, Kyoto | Texte en caractères chinois sur du papier avec deux empreintes de mains en rouge.                                                                                                |
| Lettre de l'empereur Go-Uda accompagnant une prière pour la prospérité du temple Tō-ji (後宇多天皇宸翰東寺興隆条々事書御添状, Go-Uda-tennō shinkan Tō-ji kōryūjōjō kotogaki onsōjō)                                 | Empereur Go-Uda                                                                                      | Lettre impériale priant pour le développement du temple de Tō-ji, écrit de la main de l'empereur un an après être entré dans la prêtrise | Époque de Kamakura, 12 février 1308                 | Un rouleau enroulé | Tō-ji, Kyoto | |
| Lettre de l'empereur Go-Uda, promotion des préceptes de l'école Daigo (後宇多天皇宸翰当流紹隆教誡, Go-Uda-tennō shinkan tōryū shōryū kyōkai)                                                                        | Empereur Go-Uda                                                                                      | Trois lettres de la main de l'empereur adressées à un moine de Hōon-in (報恩院), Daigo-ji, avec l'intention d'unir les branches Ono (小野) et Hirosawa (広沢) de la secte Shingon | Époque de Kamakura, 1309                            | Trois lettres montées sur un rouleau enroulé, 32,8 × 347,2 cm | Daigo-ji, Kyoto | |
| Lettre modèle de l'empereur Go-Saga (後嵯峨天皇宸翰御消息, Go-Saga-tennō shinkan go-shōsoku) | Empereur Go-Saga                                                                                     | Seule lettre existante de l'empereur Go-Saga, adressée au prince cloîtré Doshin de Ninna-ji | Époque de Kamakura, 15 avril 1246                   | Un rouleau suspendu | Ninna-ji, Kyoto | Écriture chinoise couvrant la moitié d'un rouleau de papier avec une bordure ornementale et des marques de timbres rouges sur le papier.                                         |
| Testament de l'empereur Go-Daigo (後醍醐天皇宸翰御置文, Go-Daigo-tennō shinkan go-okibumi) | Empereur Go-Daigo                                                                                    | Testament de la main du empereur | Époque de Kamakura, 24 août 1333                    | Un rouleau suspendu | Daitoku-ji, Kyoto | |
| Tenchō injin (後醍醐天皇宸翰天長印信, Go-Daigo-tennō shinkan tenchō injin) | Transcription par l'empereur Go-Daigo                                                                | Certificat de la plus haute confirmation du bouddhisme vajrayāna donné par le prêtre Kūkai à son disciple Shinga | Époque Nanboku-chō, 16 juin 1339                    | Un rouleau enroulé, encre sur papier décoré, 32,0 × 122,2 cm | Daigo-ji, Kyoto | |
| Volontés et testament de l'empereur Go-Toba avec empreinte des mains (後鳥羽天皇宸翰御手印置文) | Empereur Go-Toba                                                                                     | Volontés et testament de la main de l'empereur avec empreintes des mains | Époque de Kamakura, 9 février 1239                  | Un rouleau suspendu | Sanctuaire Minase, Shimamoto, Osaka, préfecture d'Osaka                                                                  | Texte japonais manuscrit avec deux empreintes de main en rouge. |
| Gonijō Moromichi-ki (後二条殿記, Go-Nijō donoki) | Fujiwara no Moromichi (aussi connu comme Go-Nijō Dono) et Fujiwara no Yorinaga (transcription)       | Journal de Fujiwara no Moromichi comprenant un volume de sa propre main couvrant des parties de l'année 1093 et vingt-neuf volumes transcrits par Fujiwara no Yorinaga | Fin de l'époque de Heian, 1083-1099                 | Trente rouleaux enroulés | Yōmei Bunko, Kyoto | |
| Journal de Fujiwara no Michinaga (御堂関白記, Midō kanpakuki),. | Fujiwara no Michinaga                                                                                | Journal de Fujiwara no Michinaga en quatorze volumes de sa main et douze autres volumes. Le journal couvre les années de 998 à 1021 avec des interruptions. | Époque de Heian, 998-1021                           | Vingt-six rouleaux enroulés, encre sur papier | Yōmei Bunko, Kyoto | Texte en japonais sur papier ligné ressemblant à des notes. |
| Histoire et légende du temple Kōryū-ji (広隆寺縁起資財帳, Kōryū-ji engi shizai chō) | | Catalogue des trésors et documents historiques de Kōryū-ji | Époque de Heian                                     | Un rouleau enroulé | Kōryū-ji, Kyoto | |
| 広隆寺資財交替実録帳 (Kōryū-ji shizai kōtai jitsuroku chō) | | Registre authentique des changements de propriété du temple Kōryū-ji | Époque de Heian                                     | Un rouleau enroulé | Kōryū-ji, Kyoto | |
| Catalogue d'objets importés (弘法大師請来目録, Kōbō daishi shōrai mokuroku), | Saichō                                                                                               | Catalogue d'articles rapportés au Japon par Kūkai de son voyage dans la Chine de la dynastie Tang | Époque de Heian, IXe siècle                         | Un rouleau enroulé, encre sur papier, 27,0 × 885,0 cm | Tō-ji, Kyoto | Texte en caractères chinois sur papier ligné. |
| Trois lettres de Kūkai (弘法大師筆尺牘三通, Kōbō Daishi hitsu sekitoku santsū) 風信帖 (Fūshinjō), | Kūkai                                                                                                | Trois lettres de Kūkai à Saichō montées sur rouleau | Époque de Heian, IXe siècle                         | Un rouleau enroulé, encre sur papier, 28,8 × 157,9 cm | Tō-ji, Kyoto | Quatorze lignes de texte en caractères chinois brut. · Treize lignes de texte en caractères chinois brut.                                                                        |
| Lettre modèle de l'empereur Takakura (高倉天皇宸翰御消息, Takakura tennō shinkan goshōsoku), | Empereur Takakura                                                                                    | Seule lettre existante de l'empereur Takakura | Époque de Heian, 13 novembre 1178                   | Un rouleau suspendu | Ninna-ji, Kyoto | Texte calligraphié à l'encre noire et une marque de tampon rouge disant temple Ninna-ji en japonais.                                                                             |
| Certificat d'ordination du moine Kōjō (嵯峨天皇宸翰光定戒牒, Saga tennō shinkan kōjō kaichō), | Empereur Saga                                                                                        | Document de la main de l'empereur au prêtre Kōjō (光定), après ses vœux de suivre les préceptes, certifiant que Kōjō est passé par le rire[pas clair] connu sous le nom de « Bosatsu-kai[réf. nécessaire] »                                                                                                   | Époque de Heian, April 14, 823                      | Un rouleau enroulé, encre sur papier, 37,0 × 148,0 cm | Enryaku-ji, Ōtsu, préfecture de Shiga                                                                                    | Texte en caractères chinois de différentes tailles sur papier avec des marques rouges de timbre.                                                                                 |
| Lettres impériales des trois souverains (三朝宸翰, Sanchō shinkan) | Empereur Hanazono, empereur Fushimi, empereur Go-Daigo                                               | | Époque de Kamakura, XIIIe et XIVe siècles           | Deux rouleaux enroulés ; premier rouleau : douze lettres de l'empereur Hanazono, second rouleau : dix lettres de l'empereur Go-Daigo et deux lettres de l'empereur Fushimi | Maeda Ikutokukai, Tokyo                                                                                                  | |
| Testament du prêtre Jie (慈恵大師自筆遺告, Jie daishi jihitsu yuigō) | Ryōgen (Jie Daishi)                                                                                  | Écrit par le prêtre Ryōgen alors âgé de soixante et un ans, confiant tout à son élève Jinzen (尋禅). Contient des instructions détaillées sur le service funéraire | Époque de Heian, mai 972                            | Un rouleau enroulé | Rozan-ji (廬山寺), Kyoto                                                                                                 | |
| Fragment d'un recensement de 908 à Kuga, district de Kuga, province de Suō (周防国玖珂郡玖珂郷延喜八年戸籍残巻, Suō-no-kuni kugagun kugagō engi hachinen kosekizankan)                                              | | Registre de famille de Kuga, préfecture de Yamaguchi de 908 | Époque de Heian, 908                                | Un rouleau enroulé | Ishiyama-dera, Ōtsu, préfecture de Shiga                                                                                 | Texte sur papier brun vieilli. |
| Documents de la famille Uesugi (上杉家文書, Uesugi-ke monjo), | | Collection de documents transmis au sein du clan Uesugi | Époque de Kamakura, époque d'Edo                    | Ensemble de deux mille dix-huit lettres, quatre livres reliés et vingt-six livres reliés à double-feuille (袋とじ, fukuro-toji) | Musée Uesugi de la ville de Yonezawa, Yonezawa, préfecture de Yamagata                                                   | Texte japonais manuscrit sur papier. |
| Compte rendu fidèle d'articles en la possession de Ninna-ji (仁和寺御室御物実録, Ninna-ji omuro gyobutsu jitsuroku)                                                                                                 | | Catalogue des objets offerts aux trésors du temple par l'empereur Uda environ dix jours avant sa mort | Époque de Heian, 10 janvier 950                     | Un rouleau enroulé | Ninna-ji, Kyoto | |
| 水左記 (Suisaki) | Minamoto no Toshifusa                                                                                | Journal de Sadaijin Minamoto no Toshifusa de sa main | Époque de Heian, 1077 et 1081                       | Deux rouleaux enroulés: l'un pour 1077, l'autre pour 1081 | Maeda Ikutokukai, Tokyo                                                                                                  | |
| Rescrit impérial de l'empereur Shōmu (聖武天皇勅書, Shōmu Tennō chokusho) | Empereur Shōmu                                                                                       | | Époque de Nara, 20 mai 749                          | Un rouleau enroulé, encre sur papier, 29,2 × 95,8 cm | Heiden-ji (平田寺), Makinohara, préfecture de Shizuoka                                                                   | Texte japonais soigneusement écrit sur du papier jaune avec des marques rouges de timbre.                                                                                        |
| Origine et histoire de la fête des fantômes à Seigan-ji (誓願寺盂蘭盆縁起, Seigan-ji urabon engi), | Eisai                                                                                                | Document sur l'origine et la signification de la fête des fantômes tel que transmise par la Chine de la dynastie Song | Époque de Heian, 15 juillet 1178                    | Un rouleau enroulé, encre sur papier coloré, 35,3 × 154 cm | Seigan-ji (誓願寺), Fukuoka, préfecture de Fukuoka                                                                       | Texte japonais sur papier rouge brun. |
| Lettre sollicitant des donations pour la restauration du temple Sennyū-ji (泉涌寺勧縁疏, Sennyū-ji kanenso) | Chōgen (俊じょう)                                                                                    | Document sur les origines du temple Sennyū-ji | Époque de Kamakura, octobre 1221                    | Un rouleau enroulé, encre sur papier, 40,6 × 296,0 cm | Sennyū-ji, Kyoto | Texte japonais en gros caractères sur papier. |
| Passages restants d'un mémoire présenté à l'empereur Saga (狸毛筆奉献表, Rimōhitsu hōkenhyō), | Kūkai                                                                                                | Document accompagnant un présent de quatre pinceaux à écrire en poil de tanuki à l'empereur Saga. Selon ce document, les pinceaux sont destinés à l'écriture normale (kǎishū), la semi-cursive, la cursive et pour la copie manuelle des sūtras respectivement.                                               | Époque de Heian                                     | Un rouleau, 27,6 × 65,8 cm | Daigo-ji, Kyoto | Black text on white background. |
| Écrits relatifs au prêtre Enchin (智証大師関係文書典籍, Chishō daishi kankei monjo tenseki), | | Divers documents | Dynastie Tang, époque de Heian                      | Divers | Mii-dera, Ōtsu, préfecture de Shiga                                                                                      | Caractères chinois soigneusement écrits sur papier brun. |
| Enseignements essentiels à destination des moines de la secte du Lotus Tendai (天台法華宗年分縁起, Tendai hokkeshū nenbun engi),                                                                                    | Attribué à Saichō                                                                                    | Lettre adressée à la Cour impériale souhaitant une augmentation du nombre de personnes autorisées à entrer dans le sacerdoce de 10 à 12 par an, en raison de l'établissement du bouddhisme Tendai | Époque de Heian, IXe siècle                         | Un rouleau enroulé, encre sur papier, 28,9 × 340,3 cm | Enryaku-ji, Ōtsu, préfecture de Shiga                                                                                    | Carefully written Chinese or Japanese script. |
| Catalogue d'objets importés (伝教大師将来目録, Dengyō-daishi shōrai mokuroku) | Saichō                                                                                               | Catalogue de livres sacrés rapportés par Saichō de la Chine de la dynastie Tang | Époque de Heian, 13 mai 805                         | Un rouleau enroulé | Enryaku-ji, Ōtsu, préfecture de Shiga                                                                                    | Texte en caractères chinois avec des marques rouges de timbre. |
| Certificat de prêtrise pour Saichō et documents connexes à destination et à partir du contrôleur de la prêtrise (伝教大師度縁案並僧綱牒, Dengyō-daishi Doen-an narabini Sōgō Chō)                                   | | Trois lettres sur l'entrée en prêtrise de Saichō et son vœu de suivre les préceptes | Époque de Nara, 780-783                             | un rouleau enroulé | Raigō-in (来迎院), Kyoto (Sakyō-ku)                                                                                      | |
| Permis de passage pour Dengyō-daishi (伝教大師入唐牒, Dengyō-daishi nittōchō) | | Permis de passage de la dynastie Tang pour Saichō : de Ningbo en 804 et de Taizhou en 805 | Dynastie Tang, 12 septembre 804 et février 805      | Un rouleau enroulé, 39,7 × 134,2 cm | Enryaku-ji, Ōtsu, préfecture de Shiga                                                                                    | Texte en caractères chinois soigneusement écrit sur papier gris avec marques de timbre rouge.                                                                                    |
| Lettre écrite par le moine Saichō (伝教大師筆尺牘, Dengyō daishi hitsu sekitoku), | Saichō                                                                                               | Lettre connue sous le nom Kykaku-jō (久隔帖) de Saichōà Taihan (泰範), son élève favori à Takaosan-ji (高雄山寺) (maintenant Jingo-ji) | Époque de Heian, 25 novembre 813                    | Un rouleau suspendu, 29,2 × 55,2 cm | Musée national de Nara, Nara                                                                                             | Texte en caractères chinois |
| Lettre écrite en syllabaire kana (伝藤原行成筆仮名消息, Denfujiwara no Yukinari hitsu kana shōsoku) | Attribué à Fujiwara no Yukinari                                                                      | Lettre précieuse pour sa calligraphie longue et ininterrompue | Époque de Heian, Xe et XIe siècles                  | Un rouleau suspendu, 28,2 × 420,0 cm | Kyūkyodō (鳩居堂), Kyoto                                                                                                 | |
| Documents et trésors de Tō-ji (東寺百合文書, Tō-ji hyakugō monjo), | | Vaste collection de documents couvrant beaucoup de points relatifs à Shōen ou documents mineurs liés comprenant des documents sur l'histoire économique et l'histoire du bouddhisme | VIIIe siècle, époque de Nara, fin de l'époque d'Edo | Ensemble de vingt-quatre mille soixante-sept objets dont trios mille huit cent soixante-trois rouleaux enroulés, mille cent soixante-douze livres reliés à double-feuille (袋とじ, fukuro-toji), six livres reliés, soixante-sept rouleaux suspendus, treize mille six cent quatre-vingt-quinze lettres sur feuille unique                                                                                             | Bibliothèque et archives de la préfecture de Kyoto (京都府立総合資料館), Kyoto                                           | Japanese or Chinese script and a red oval stamp mark. |
| Documents de Tōdai-ji (東大寺文書, Tōdai-ji monjo) | | Collection de documents sur l'histoire du temple Tōdai-ji | Époque de Heian – époque de Muromachi               | Cent rouleaux enroulés (avec neuf cent soixante-dix-neuf lettres montées et huit mille cinq cent seize lettres sur feuilles uniques) | Tōdai-ji, Nara | Textes chinois ou japonais et marques de tampon rouge sur papier brun endommagé.                                                                                                 |
| Lettre de Fujiwara no Sari (藤原佐理筆書状, Fujiwara no Sari hitsu shojō) ou 離洛帖 (Riraku-jō), | Fujiwara no Sukemasa/Sari (藤原佐理)                                                                 | Écrit de Shimonoseki sur le chemin de Kyushu où Sasaki a été nommé Dazai no Daini (太宰大弐) (secrétaire assistant de la province de Dazaifu). Adressée à Fujiwara no Sanenobu (藤原誠信). | Époque de Heian, 991                                | Un rouleau suspendu, encre sur papier, 64,6 × 31,7 cm | Musée des beaux-arts de Hatakeyama, Tokyo                                                                                | Characters in rough handwriting. |
| Brouillons de lettres de Fujiwara no Tadamichi (藤原忠通筆書状案, Fujiwara no Tadamichi hitsushojōan) | Fujiwara no Tadamichi                                                                                | Collection de vingt-cinq lettres composées comme manuel de style épistolaire | Époque de Heian, XIIe siècle                        | Un rouleau suspendu, encre sur papier, 31,2 × 980,3 cm | Musée national de Kyoto, Kyoto                                                                                           | Text in Chinese characters of varying strength on a hand scroll. · Texte en caractères chinois de force variable sur rouleau portatif.                                           |
| Pierre dans le comté de Nasu (那須国造碑, Nasu kokuzō hi), | | Monument en granite à l'effigie d'Atai Ide, gouverneur de Nasu. Il s'agit d'une pierre en position verticale avec un chapeau de pierre. La pierre principale porte une inscription en calligraphie japonaise (huit lignes de dix-neuf caractères) influencée par le style robuste de la dynastie Wei du Nord. | Période Asuka, fin du VIIe siècle                   | Inscription sur la pierre, hauteur sans le chapeau de pierre : 120 cm, largeur: 43,5-48 cm, chapeau de pierre 51 × 51 × 30 cm | Sanctuaire Kasaishi (笠石神社, Kasaishi jinja), Ōtawara, préfecture de Tochigi                                           | Huit longues lignes de texte en écriture chinoise. |
| Souvenirs d'un pèlerinage en Chine en quête de la loi (入唐求法巡礼行記, Nittō guhō junreikōki) | Kanetane (兼胤) (Transcription de l'original par Ennin)                                              | Transcription de l'original (perdu) du IXe siècle par Kanetane, moine à Chōraku-ji (長楽寺), Kyoto | Époque de Kamakura, 26 octobre 1291 (post scriptum) | Quatre livres reliés | Collection privée (Andō Sekisan Gōshi Company (安藤積産合資会社, Andō sekisan gōshi gaisha)), Motosu, préfecture de Gifu | Page de titre d'un livre vieux papier avec un titre vertical central et une marque de tampon dans le coin en haut à gauche.                                                      |
| Certificat d'études avancées dans le bouddhisme (附法状, Fuhōjō) | Chōgen (俊じょう)                                                                                    | Écrit par le moine Chōgen dans le mois précédant sa mort à son étudiant 心海 (Shinkai) | Époque de Kamakura, 22 mars 1227                    | Un rouleau suspendu | Sennyū-ji, Kyoto | |
| Règles et régulations en quarante-cinq articles du prêtre Mongaku (文覚四十五箇条起請文, Mongaku yonjūgokajō kishōmon),                                                                                             | Nakayama Tadachika (藤原忠親) (1131-1195)                                                            | Requête à l'empereur Go-Shirakawa demandant le rétablissement du Jingo-ji | Début de l'époque de Kamakura, avant 1192           | Un rouleau enroulé avec empreinte de mains | Jingo-ji, Kyoto | Texts in Chinese letters on brownish aged paper. A red handprint is placed over the text.                                                                                        |
| 宝簡集 (Hōkanshū), 続宝簡集 (Zoku hōkanshū), 又続宝簡集 (Yūzoku hōkanshū) | | Documents sur l'histoire, le territoire, la fonction, etc. du mont Kōya comprenant des lettres de Minamoto no Yoritomo, Minamoto no Yoshitsune et Saigyō Hōshi | Époque de Heian – époque Azuchi Momoyama            | Ensemble de 54/77/167 rouleaux enroulés et 0/6/9 double-leaved (袋とじ, fukuro-toji) livres reliés | Kongōbu-ji, Kōya (Wakayama), préfecture de Wakayama                                                                      | Texte en japonais, rédigé avec soin. La fin de cerinaes[Quoi ?] fins de colonnes se termine en gribouillis.                                                                      |
| Compte rendu d'un legs impérial au temple Hōryū-ji (法隆寺献物帳, Hōryūji kenmotsu chō) | Fujiwara no Nakamaro, Fujiwara no Nagate, Koma Fukushin, Kamo Tsunotari et Kazuragi Henushi          | Inventaire des objets légués au temple Hōryū-ji par l'impératrice Kōken à l'occasion de la mort de l'empereur Shōmu | Époque de Nara, 8 juillet 756                       | Un rouleau enroulé, encre sur papier 27,8 × 70,6 cm | Musée national de Tokyo, Tokyo                                                                                           | Texte en caractères chinois soigneusement écrits sur papier clair avec quelques marques jaune-brunâtres de vieillissement. Derrière le texte il y a de grandes timbres en rouge. |
| Le relevé de la claire Lune (明月記, Meigetsuki), | Fujiwara no Teika                                                                                    | Journal complet en chinois classique, couvrant la vie de l'auteur de l'âge de dix-huit ans à sa mort. | Époque de Kamakura, vers 1180-1241                  | Cinquante-huit rouleaux enroulés et un rouleau suspendu | Reizei-ke Shiguretei Bunko (冷泉家時雨亭文庫), Kyoto et collection privée                                                | Texte en japonais sur papier rose et annotations en rouge dans le texte. |
| Lettre de renvoi par Rigen Daishi (理源大師筆処分状, Rigen Daishi hitsu shobunshō) | Rigen Daishi (理源大師)                                                                              | Écrit par le prêtre et fondateur du Daigo-ji Rigen Daishi (Shōbō (聖宝) | Époque de Heian, 2 juin 907                         | Un rouleau enroulé, 31,8 × 45,0 cm | Daigo-ji, Kyoto | |
| Liste des instruments rituels du bouddhisme ésotérique et autres objets ramenés par le prêtre Saichō (羯磨金剛目録, Katsuma kongō mokuroku)                                                                         | Saichō                                                                                               | Un inventaire des soixante-six objets que Saichō a rapportés de Chine et entreposés à Hiezan en 805 | Époque de Heian, 17 juillet 811                     | Un rouleau enroulé, 27,9 × 37,0 cm | Enryaku-ji, Ōtsu, préfecture de Shiga                                                                                    | Une dizaine de lignes de texte en caractères chinois de force différente. Trente timbres rouges sous-tendent le texte.                                                           |
| Épître à Zhongfeng Mingben (与中峰明本尺牘, Yochūhō myōhon sekitoku), | Zhao Mengfu                                                                                          | Lettres au prêtre Zhongfeng Mingben (Chung Feng Ming Pen) dans le style de Wang Xizhi exprimant l'amour profond et le respect de Zhao Mengfu pour Zhongfeng | Dynastie Yuan, XIVe siècle                          | Un livre relié avec six lettres, encre sur papier, 35,1 × 22,1 cm | Musée d'art Seikadō Bunko, Tokyo                                                                                         | Texte en caractères chinois et deux timbres rouges. |
| Carte des rizières à Naruto, district d'Imizu (Toyama), province d'Etchū (越中国射水郡鳴戸村墾田図, Etchū no kuni imizu-gun naruto-mura konden-zu)                                                                  | | Carte des rizières à Naruto (aujourd'hui centre de Takaoka), ancien manoir de Tōdai-ji. La carte était conservée à Tōdai-ji. | Époque de Nara, 759                                 | Non relié, encre et légère couleur sur toile de lin, 79,8 × 140,5 cm | Musée national de Nara, Nara, préfecture de Nara                                                                         | Sheet with a line-drawing of a checkerboard. About half of all fields are labeled by Japanese or Chinese text.                                                                   |